# Ma Jun
Ma Jun (馬鈞; * 200 oder 220 in Fufeng; † 265), Volljährigkeitsname Deheng (徳衡), war ein chinesischer Mechanik-Ingenieur und Regierungsbeamter während der Zeit der Drei Reiche in China. Seine bedeutendste Erfindung war ein Kompasswagen, ein Fahrzeug, das über ein Umlaufrädergetriebe die Richtung anzeigte.
Vor allem wegen dieser Erfindung zählt Ma Jun neben Zhang Heng aus der Östlichen Han-Dynastie zu den bedeutendsten Ingenieuren und Erfindern seiner Zeit. Die Erfindung wurde von anderen danach wiederholt, zum Beispiel von dem Astronomen und Mathematiker Zu Chongzhi (429–500). In den späteren mittelalterlichen Dynastien wurde Ma Juns Kompasswagen in einem Gerät mit einem Hodometer kombiniert, das zur Entfernungsmessung diente.

## Leben
Nach seinem Freund und Zeitgenossen, dem Dichter und Philosophen Fu Xuan (217–278), wurde Ma Jun in Fufeng im Tal des Flusses Wei zwischen Wugong und Baoji geboren. In seiner Jugend reiste Ma Jun durch die heutige Provinz Henan und machte einen kleineren Abschluss in Literatur als bo shi. Trotz dieses Ranges war er relativ arm, doch fand er Aufmerksamkeit wegen seiner Geschicklichkeit bei mechanischen Apparaten und Erfindungen.
Er trat in den Dienst der nördlichen Wei-Dynastie und wurde Aufseher und Berater (Ji Shi Zhong). Er überwachte den Bau des Palastes von Chong Hua des Kaisers von Wei, Cao Rui. Ma Jun war bekannt als begabter Konstrukteur von Waffen und Geräten und wurde besonders von Fu Xuan gelobt. Fu Xuan bemerkte, dass Ma Jun kein guter Redner und Rhetoriker war und andere von seinen Ideen schlecht überzeugen konnte, weil er sehr introvertiert war. Aber sein mechanisches Genie wurde gepriesen und er wird allgemein als einer der größten Mechanik-Ingenieure des alten China angesehen.

## Ingenieurtechnische Errungenschaften

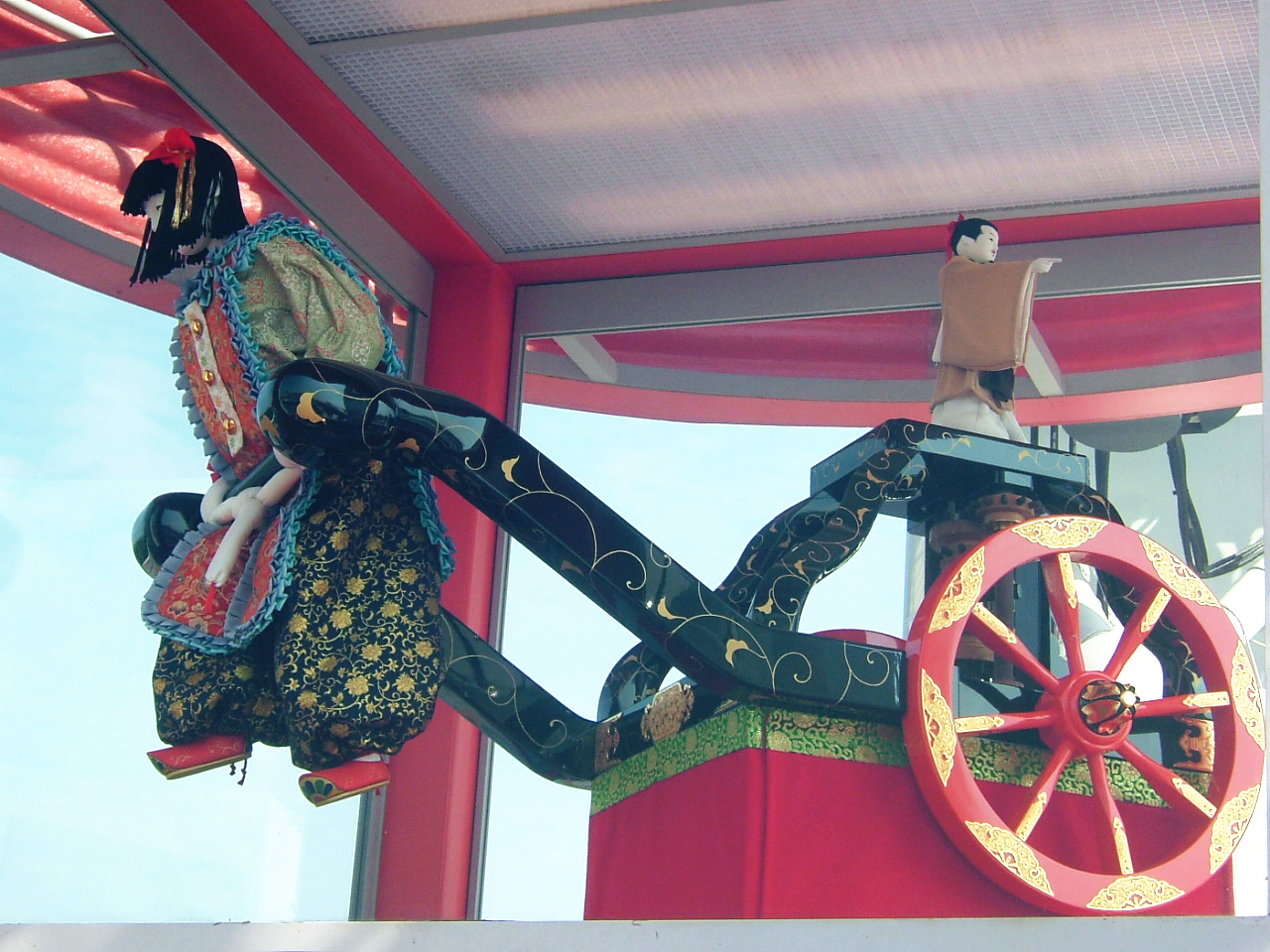
Nachbildung eines Kompasswagens

Eine von Ma Juns frühen Erfindungen war ein verbesserter Seiden-Webstuhl. In dieser Zeit hatten Webmaschinen fünfzig Litzen und fünfzig Pedale bzw. Hebel, einige bis zu sechzig. Ma Juns Maschine hatte nur zwölf, was sie nicht nur schneller und effizienter machte, sondern auch neue kompliziertere Muster erlaubte.
Während er am Hof diente, stritt er sich mit dem Dauernden Ratgeber Caotang Long und dem Kavalleriegeneral Qin Lang über das Konzept des Kompasswagens. Der Minister und der General spotteten über Ma Jun, weil er historischen Texten glaubte, dass solch ein Wagen in der Vergangenheit (nach der Legende beim Gelben Kaiser) schon einmal erfunden worden wäre, was sie für unsinnige, nicht historische Mythen hielten. Ma Jun widersprach mit dem Argument „Leere Worte lassen sich nicht mit einem praktischen Test vergleichen“. Nachdem er sich instruieren ließ, wie man so etwas baut, vollendete er seine voll funktionsfähige Maschine im Jahr 255. Mit seinem mechanisch angetriebenen Kompasswagen baute er das erste historisch nachweisbare Subtraktionsgetriebe. Der Kompasswagen wurde in China später von Zu Chongzhi (429–500) noch einmal erfunden, weil die Originalpläne verloren gegangen waren.
Für den Kaiser baute er auch ein hydraulisch angetriebenes mechanisches Puppentheater. Es war viel komplizierter als das von Liu Bang, dem ersten Kaiser der Han-Dynastie, und ähnelt dem, das der Grieche Heron von Alexandria gebaut hat. Joseph Needham beschreibt Ma Juns mechanisches Theater in Sanguo Zhi, Records of the Three Kingdoms:

„Verschiedene Personen boten dem Kaiser Theater mit Puppen an, die in vielfältigen Szenen aufgestellt werden konnten, aber alle bewegungslos. Der Kaiser fragte, ob man sie beweglich machen könnte, und Ma Jun sagte, dass man es könnte. Der Kaiser wollte das ganze geistreicher haben. Ma Jun erhielt den Befehl, es auszuführen. Er modellierte ein hölzernes Rad, das sich horizontal drehte und unsichtbar von Wasser angetrieben wurde. Er arrangierte Bilder von singenden Mädchen, die Musik spielten und tanzten, und wenn eine bestimmte Puppe auf die Bühne kam, trommelten andere hölzerne Männer und bliesen auf Flöten. Ma Jun baute auch einen Berg mit hölzernen Bildern, die auf Bällen tanzten, Schwerter warfen, über Kopf an Seilleitern hingen und sich allgemein mit Leichtigkeit bewegten. Regierungsangestellte waren in ihren Büros zu sehen, Hähne kämpften, und alles wechselte ständig und bewegte sich raffiniert und in hundert Variationen.“

Möglicherweise inspiriert von diesem unglaublichen mechischen Puppentheater machte Qu Zhi in der folgenden Jin-Dynastie (265–420) etwas Ähnliches mit hölzernen Puppen. Joseph Needham stellt fest, dass er berühmt für sein Haus der hölzernen Puppen war, mit Bildern, die Türen öffneten und sich verbeugten, und für seinen Rattenmarkt, der Figuren hatte, die automatisch Türen schlossen, wenn die Ratten heraus laufen wollten. 
Ma Jun baute auch eine Kettenpumpe zur Bewässerung, wenn auch nicht als erster. Eine erste Beschreibung aus dem Jahr 80 gab der Philosoph Wang Chong in seinen „Reden im Gleichgewicht“ (Discourses Weighed in the Balance). Auch der Ingenieur Bi Lan baute in der Östlichen Han-Dynastie eine Reihe von Kettenpumpen außerhalb der Hauptstadt Luoyang zur Bewässerung und Wasserversorgung. Ma Jun baute seine Pumpe für einen Garten in Luoyang für den Kaiser von Wei, Cao Rui.